# San Pedro de Atacama
Pour les articles homonymes, voir Atacama et San Pedro.
Ne doit pas être confondu avec Río San Pedro de Atacama.
Le village-oasis chilien de San Pedro de Atacama (littéralement « Saint-Pierre-de-l'Atacama ») est situé dans le bassin du salar d'Atacama, sur le haut plateau de la Puna de Atacama, à quelque 250 kilomètres d'Antofagasta, en plein désert d'Atacama, dans la deuxième région, dans le nord du Chili. Sauf en période de crue, les rivières Puritama et Purificada s’assèchent à proximité du village. Le tropique du Capricorne passe à quelques dizaines de kilomètres au sud du village. Le village est dominé par le volcan du Licancabur (5 916 m d'altitude) et par le volcan de Sairecabur (5 971 m d'altitude). Ces deux volcans sont situés à une trentaine de kilomètres à l'est du village.
San Pedro de Atacama existe depuis bien avant l'ère inca alors qu'il était occupé par les peuples Atacama, qui y développèrent une civilisation avancée, produisant des céramiques et de la vannerie distinctives. Les Espagnols occupèrent la région à partir du XVIe siècle. San Pedro est le centre touristique du Nord du Chili. Le village est le point de départ usuel pour les expéditions vers la cordillère des Andes, le salar d'Atacama, les geysers d'El Tatio, le village de Toconao et la Valle de la Luna.

## Histoire
Les premiers habitants de la région sont arrivés il y a environ 11 000 ans. Au cours des millénaires, ils ont d'abord domestiqué le guanaco pour donner le lama. Ils pratiquaient la transhumance entre les Andes et le plateau. Puis ils se sont sédentarisés grâce au développement d'une agriculture utilisant les plantes qui pouvaient résister dans ce climat désertique. Des villes et villages furent fondés, certains sur des buttes stratégiques avec fortifications : les Pucarás. San Pedro de Atacama a commencé à être fréquenté par les humains entre 500 av. J-C et 300 ap. J-C alors que plusieurs communautés de potiers se sont établies à l'embouchure du Río San Pedro dans le Salar de Atacama.
Ces populations pratiquaient la déformation de leurs crânes, utilisant dès l'enfance des petites planches bandées par les lanières de laines autour de la tête, pour leur donner un front plat. Cette civilisation était dirigée par des chefs de villages, les Atacameños, et s'étendait de la dépression de Chiu-Chiu au pied des Andes jusqu'au salar. C'est dans cette région que fut découverte une série de momies. L'une d'entre elles, vieille de trois mille ans est appelée Miss Chile et sa réplique était visible jusqu'en 2008 dans le petit musée situé près de la place centrale du village.
La culture Atacama a atteint un haut niveau agricole et d'artisanat. Vers 1450, la civilisation Inca a étendu sa domination dans la région et a imposé une nouvelle direction culturelle. Elle a amené un réseau de routes, de nouvelles techniques métallurgiques et céramiques, ainsi qu'une intensification des échanges commerciaux. Les Incas ont établi leur centre administratif à Catarpe, au nord de San Pedro.
Un siècle plus tard, les conquistadors espagnols Diego de Almagro et Francisco de Aguirre combattirent les Incas de la région en 1536. Puis Pedro de Valdivia compléta la conquête en 1540 et commença à faire de San Pedro un village colonial. Entre 1890 et 1925, le passage du bétail entre le salar et l'Argentine était monopolisé par les villages du plateau. La population a ensuite diminué avec la diminution de ce commerce. Aujourd'hui le tourisme, le travail de la terre et l'extraction du sel du salar sont les activités principales.

## Climat et agriculture
Le village est à une altitude d'environ 2 400 mètres. Le climat est extrêmement sec, les précipitations n'atteignent que 35 mm par an, selon les services météorologiques chiliens et se produisent l'été, en janvier ou en février. Deux types d'années doivent cependant être distinguées :
- Les années Niña, les précipitations sont plus fortes que la normale. La saison des pluies boliviennes parvient à déborder du côte chilien. Ce fut le cas le 14 janvier 2008, où un orage s'est produit à San Pedro de Atacama et début février 2011, alors que des orages inhabituellement forts se sont produits dans la région et que des pistes ont été coupées.
- Les années Niño, les orages d'été sont plus discrets, plus faibles. Ils se limitent à la cordillère, située à l'est du village. Ces années-là sont très sèches.

Le maximum quotidien en été est de 25 à 30 °C (décembre à février) et de 18 à 25 °C en hiver (juin à août). Cependant, les minimums nocturnes sont sous zéro une bonne partie de l'année et peuvent atteindre −10 °C.
Il n'existe pas d'enregistrement de la durée d'ensoleillement à San Pedro de Atacama parce que les journées couvertes ou nuageuses sont rares et la durée d'ensoleillement est estimée entre 3 500 et 4 000 heures par an bien qu'aucune station météorologique fiable ne l'approuve réellement. Compte tenu de l'altitude et de la sécheresse de l'air, l'indice ultra-violet atteint des valeurs très élevées quotidiennement.
La végétation naturelle en dehors du village est rare, mais il existe des bois d'épineux au sud du village. Ces bois sont probablement alimentés par une nappe d'eau souterraine provenant de l'eau déversée par les orages qui se produisent dans la cordillère l'été. La luzerne pousse bien et permet de nourrir quelques animaux, dont des moutons. De maigres pâturages salés longent les deux ruisseaux qui alimentent le village en eau. Par contre, l'eau d'irrigation est trop salée, la plupart des légumes ne poussent pas.
| Mois                                | jan. | fév. | mars | avril | mai  | juin | jui. | août | sep. | oct. | nov. | déc. | année |
| ----------------------------------- | ---- | ---- | ---- | ----- | ---- | ---- | ---- | ---- | ---- | ---- | ---- | ---- | ----- |
| Température minimale moyenne (°C)   | 10   | 9,9  | 8,9  | 6,5   | 3,2  | 0,3  | 0,5  | 1,7  | 4,3  | 6,2  | 7,8  | 9    | 5,7   |
| Température moyenne (°C)            | 17,1 | 16,8 | 15,9 | 13,9  | 11   | 8,2  | 8,4  | 9,8  | 12,4 | 14,1 | 15,5 | 16,4 | 13,3  |
| Température maximale moyenne (°C)   | 24,3 | 23,7 | 23   | 21,3  | 18,8 | 16,2 | 16,4 | 17,9 | 20,6 | 22   | 23,2 | 23,9 | 20,9  |
| Précipitations (mm)                 | 22   | 5    | 2    | 2     | 1    | 0    | 0    | 0    | 3    | 3    | 1    | 3    | 42    |
| Nombre de jours avec précipitations | 11   | 11   | 8    | 3     | 0    | 0    | 0    | 1    | 1    | 3    | 5    | 10   | 53    |

## Source d'eau

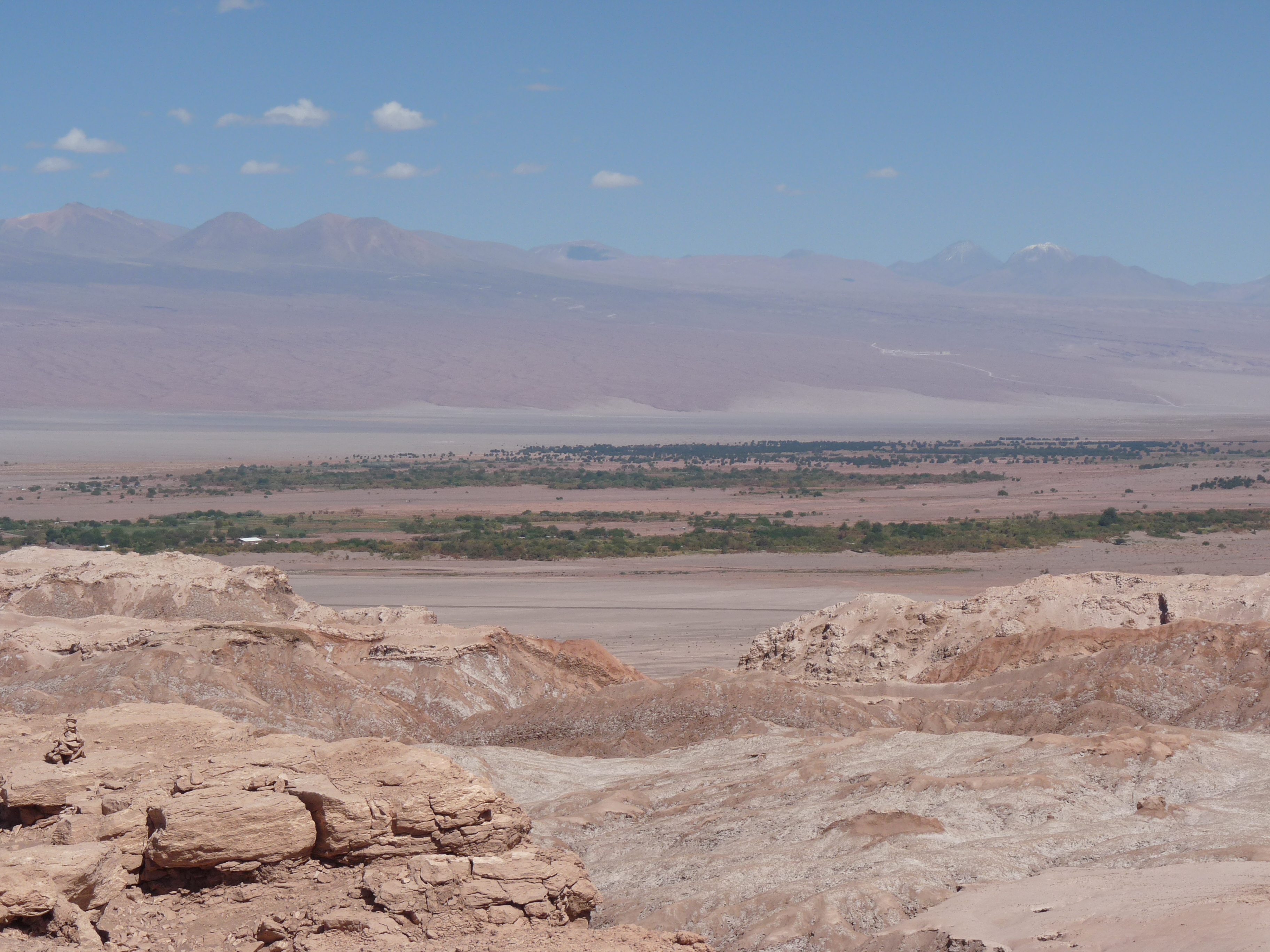
San Pedro de Atacama, une oasis dans le désert d'Atacama

Vu la faiblesse des précipitations, le village n'existerait pas s'il n'était pas alimenté par deux ruisseaux qui sont :
- le rio Puritama qui prend sa source sur le versant ouest du volcan Licacanbur ;
- le rio Purificada, qui prend sa source à 70 kilomètres au nord-est du village, à proximité de la frontière bolivienne.

Ces ruisseaux sont alimentés par les orages de l'été austral dans la cordillère. La totalité des eaux de ces ruisseaux est captée par des canaux d'irrigation, qui sont de type gravitaire car très anciens. Ces canaux sont souvent cimentés pour limiter les pertes en eau car ils alimentent également plusieurs oasis situées à plusieurs kilomètres au sud du village.
L'eau du village est très salée et contenait jusqu'à récemment un haut niveau d'arsenic provenant des cendres volcaniques. Des relevés ont donné jusqu'à 600 µg par litre, soit 60 fois le maximum recommandé par l'Organisation mondiale de la santé. La population indigène qui demeure dans cette région depuis des millénaires était victime de lésions provoquées par l'exposition à l'arsenic. Un système de potabilisation ramène maintenant les taux d'arsenic et d'autres contaminants à des niveaux plus sûrs,.

## Activité économique et tourisme

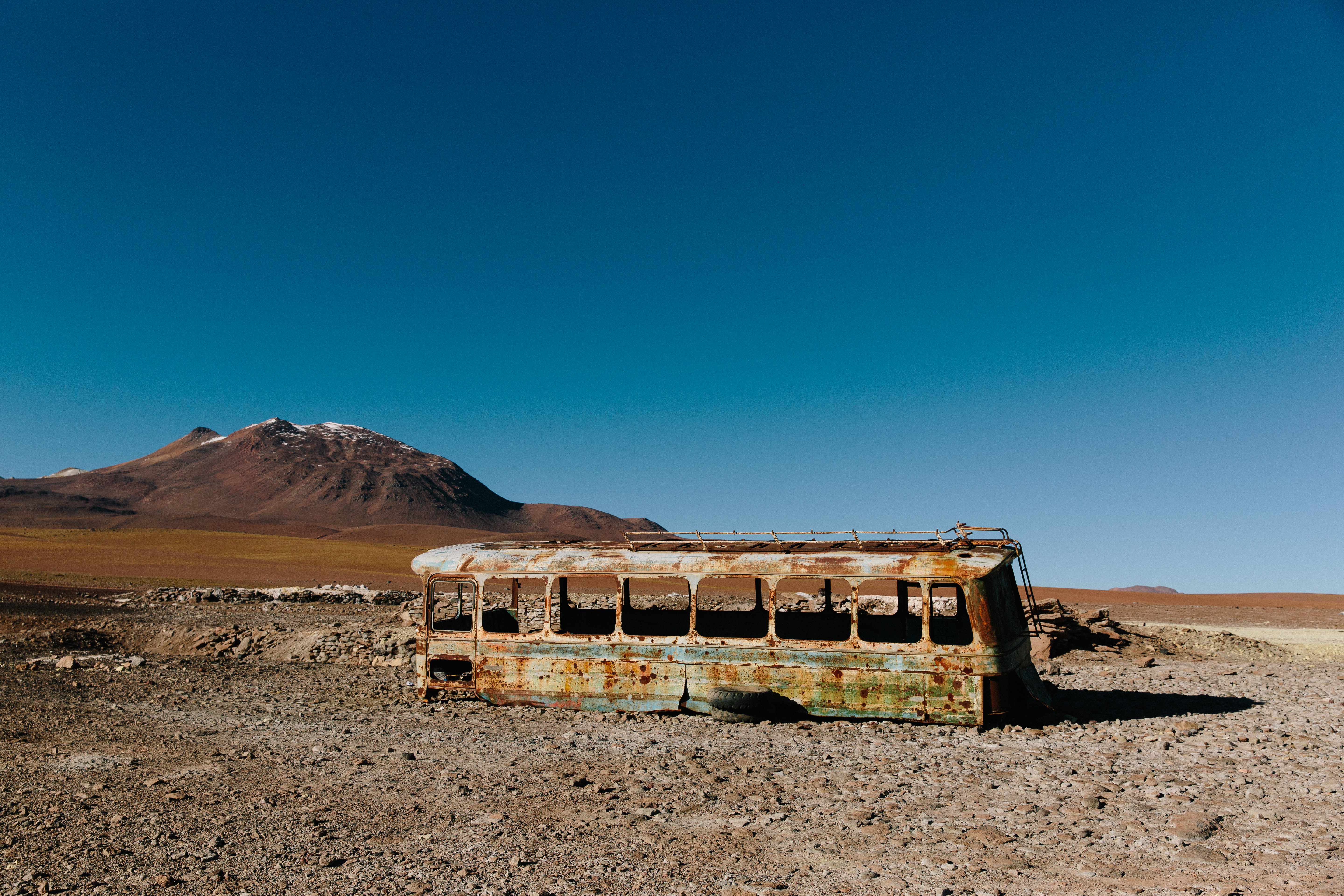
Bus abandonné à San Pedro de Atacama. Juillet 2015.

Anciennement, le village vivait de l'agriculture et de quelques échanges commerciaux avec la Bolivie et l'Argentine. Au XXe siècle, deux soufrières ont été exploitées sur les versants nord et sud du volcan Sairecabur, à des altitudes de 5 500 mètres. Elles sont fermées depuis le début des années 1980 car elles n'étaient plus assez rentables.
Depuis, le tourisme est devenu l'activité économique quasi exclusive du village. Cette activité, possible toute l'année, attire des visiteurs du monde entier. De nombreux hôtels, campings, chambres chez l'habitant accueillent les touristes. Ils viennent pour visiter les sites archéologiques et naturels et pratiquer la randonnée, l'escalade et le ski sur sable. Des ascensions de volcans voisins sont proposées aux touristes. Une faible proportion des visiteurs souffre temporairement de malaises dus à l'altitude : le soroche.

### Accessibilité
Ce village est accessible par une route goudronnée à partir de Calama, ville où se trouve un aéroport bien desservi. Il y a une centaine de kilomètres de Calama à San Pedro de Atacama, de nombreux autocars relient ces deux communes. On peut également y venir de l'Argentine, à partir de San Salvador de Jujuy, à 400 kilomètres, par une route entièrement goudronnée. L'accès à partir de la Bolivie est également possible. San Pedro sert de poste frontière pour ces deux derniers pays.

### Visites en ville

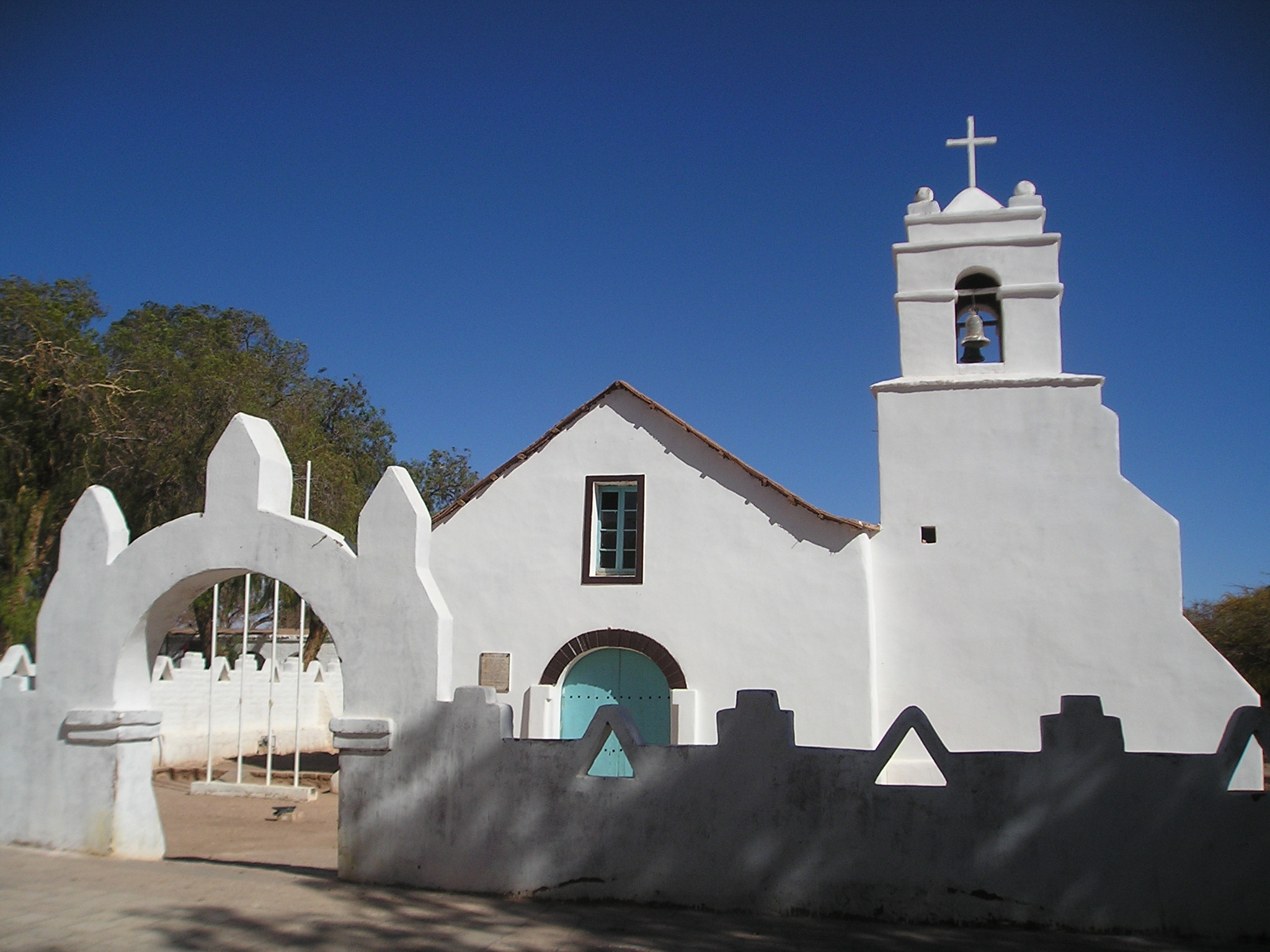
Église de San Pedro de Atacama.

- Le musée Gustavo Le Paige : fondé par le prêtre belge Gustave Le Paige et qui montre l'histoire de la région et des articles ethnographiques[6],[7]. Le musée est en 2019 fermé pour agrandissement ;
- L'église de San Pedro (XVIe siècle) : un monument national fait en briques d’adobe.

### Excursions
- El Tatio : un champ de 80 geysers ;
- Salar d'Atacama : un champ de sel de 8 000 km2 dans le désert d'Atacama ;
  - Lagon de Chaxas : habité par des flamants du Chili et des flamants de James, il fait partie d'une réserve naturelle dans le salar ;
- Pucará de Quitor (Fort Quitor) : une fortification construite au XIIe siècle ;
- Pucará de Catarpe ;
- Sources thermales de Puritama ;
- Laguna Miscanti (lagon de Miscanti) : un lagon à 4 100 m d'altitude dans l'Altiplano ;
- Licancabur : le volcan protecteur de San Pedro de Atacama.
- Valle de la Muerte (vallée de la mort) : vallée désertique ;
- Valle de la Luna (« Vallée de la Lune ») : une vallée désertique qui ressemble au paysage lunaire mais où on retrouve des vestiges de mines de sel ;
- Observatoire radioastronomique de Llano de Chajnantor.